# طبقات المجتمع الأربعة

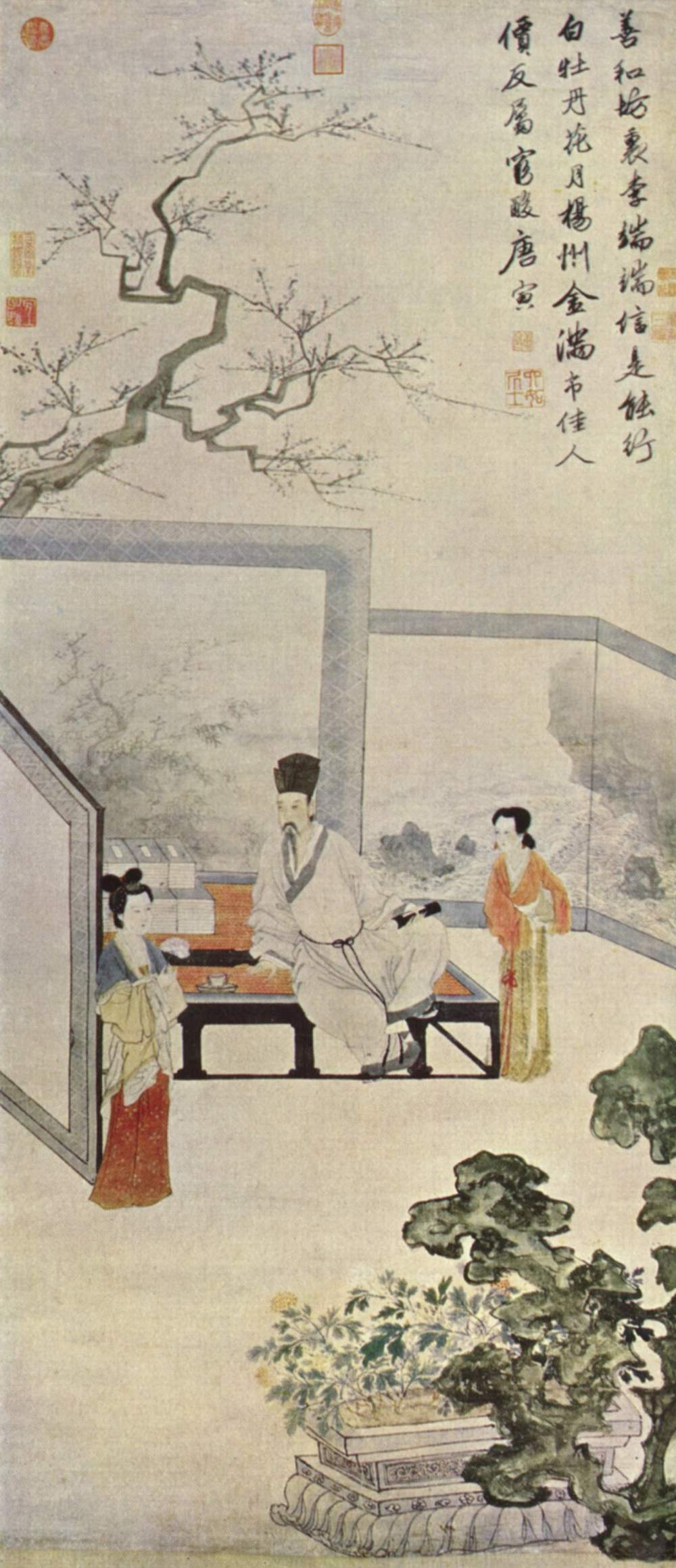

المهن الأربعة (باليابانية: 士農工商) أو «الفئات الأربعة من الناس» تصنيف لطبقات المجتمع استخدمه علماء الكونفوشيوسية أو الشرعوية في الصين القديمة منذ عهد أسرة زو، ويعتبر جزءًا أساسيًا من البنية الاجتماعية للفنغجين (نحو 1046–256 قبل الميلاد). الطبقات هي الشي (العلماء النبلاء)، والنو (الفلاحون)، والكو (الفنانون والحرفيون)، والشو (الباعة والتجار). لم تكن المهن الأربعة بهذا الترتيب دائمًا. لم تكن الفئات الأربع طبقات اجتماعية واقتصادية؛ لا تتطابق الثروة والمكانة مع هذه الفئات، كما أنها لم تكن وراثية.
لم يأخذ النظام في الاعتبار جميع الفئات الاجتماعية الموجودة في المجتمع الصيني ما قبل الحداثة، وكانت فئاته العريضة مثالية أكثر من كونها حقيقة عملية. أدى تسويق المجتمع الصيني في فترتي سونغ ومينغ إلى عدم وضوح الخطوط الفاصلة بين هذه المهن الأربعة. تغير تعريف هوية طبقة الشي بمرور الوقت -من المحاربين إلى العلماء الأرستقراطيين، وأخيرًا إلى العلماء البيروقراطيين. كان هناك أيضًا اندماج تدريجي بين التجار الأثرياء وطبقات النبلاء المالكة للأراضي، وبلغت ذروتها في أواخر عهد أسرة مينغ.
بطريقة ما، تبنى النظام هذا الترتيب الاجتماعي في جميع أنحاء المجال الثقافي الصيني. في اليابانية يطلق عليه «شي، ونو، وكو، وشو» (شينكوشو)، مع أنه في اليابان أصبح نظام وراثيًا للطوائف الإثنية. في اللغة الكورية يطلق عليها «سا، ونونغ، وغونغ، وسانغ» وفي الفيتنامية تسمى «سي، ونو، وكو، وترن». يكمن الاختلاف الرئيسي في الاقتباس في تعريف الشي.

## الخلفية

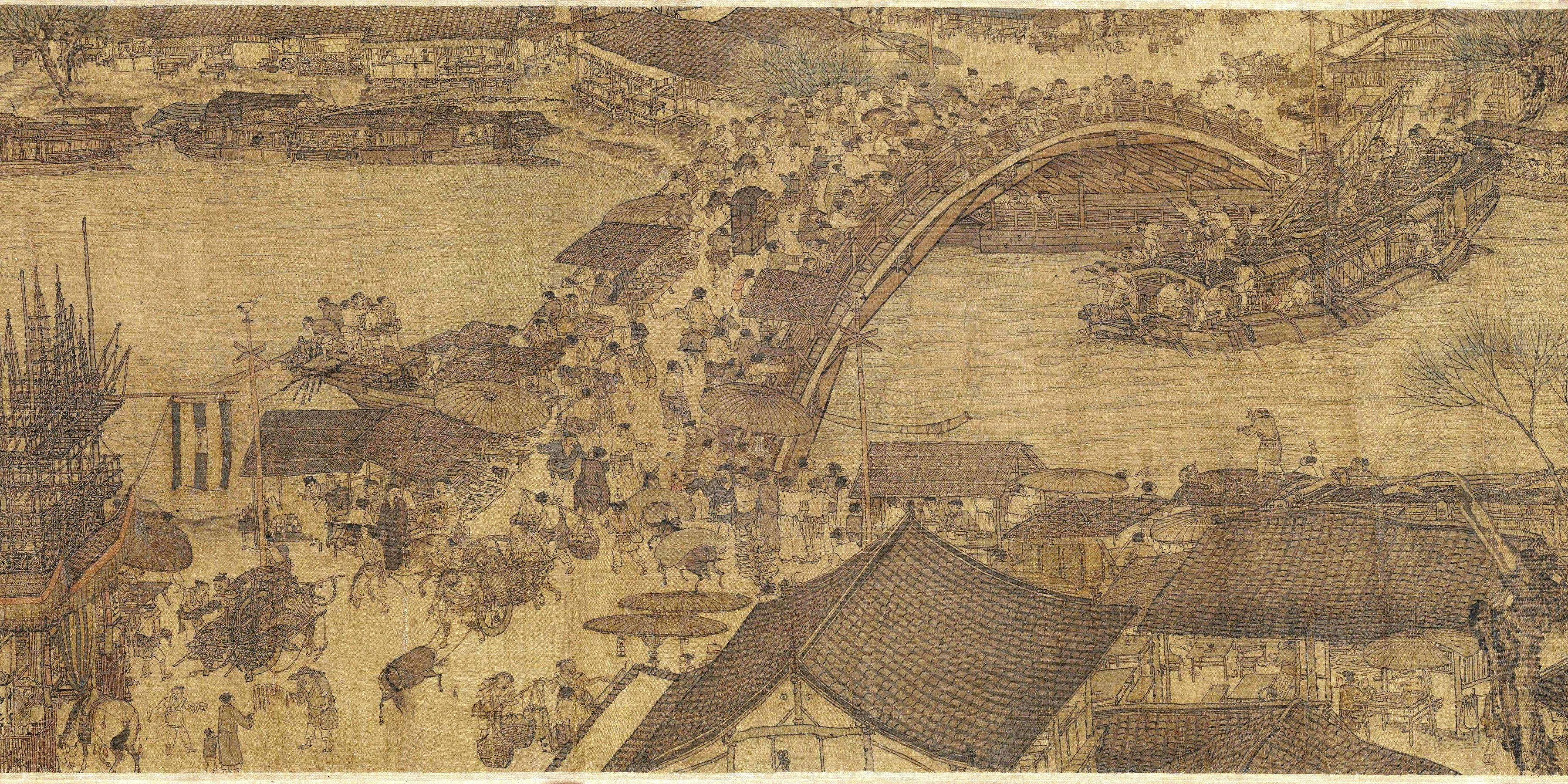
على طول النهر خلال مهرجان تشينغمينغ

من الأدلة الأدبية الموجودة، استخدِمت الفئات العامة في الصين لأول مرة خلال فترة الدول المتحاربة (403-221 قبل الميلاد). على الرغم من ذلك، أكد مؤرخ هان الشرقية (25-220 بعد الميلاد) بان جو (32-92 بعد الميلاد) في كتاب هان أن المهن الأربعة لعامة الناس كانت موجودة في عصر زو الغربي (نحو 1050 - 771 قبل الميلاد)، واعتبره عصرًا ذهبيًا. لكن من المعروف الآن أن تصنيف المهن الأربعة كما فهمها بان جو لم يكن موجودًا حتى القرن الثاني قبل الميلاد. شرح بان التسلسل الهرمي الاجتماعي لكل مجموعة بترتيب تنازلي:
العلماء والمزارعون والحرفيون والتجار، وكان لكل شعب من الشعوب الأربعة مهنته. أولئك الذين درسوا من أجل شغل مناصب الرتب يسمون شي (العلماء). يُطلق على أولئك الذين يزرعون التربة وينشرون الحبوب نو (مزارعون). أولئك الذين أظهروا المهارة (تشو) وصنعوا الأواني أطلِق عليهم كو (الحرفيون). أولئك الذين ينقلون الأشياء الثمينة ويبيعون البضائع يطلق عليهم شو (التجار).
وصفت طقوس زو المجموعات الأربع بترتيب مختلف، فوضعت التجار قبل المزارعين. وضع نص جوليان جوان في عصر هان التجار في المرتبة الثانية بعد العلماء، ووضعت كتابات زونزي في عصر الدول المتحاربة المزارعين أمام العلماء. ذكرت شو يوان (مجموعة قصصية) اقتباسًا شدد على المثل الأعلى للمساواة بين المهن الأربعة.
كتب أنتوني جاي. باربيري-لو، أستاذ التاريخ الصيني القديم في جامعة كاليفورنيا، سانتا باربرا، أن تصنيف «المهن الأربعة» يمكن اعتباره مجرد أداة بلاغية ليس لها أي تأثير على سياسة الحكومة. ومع ذلك، يلاحظ أنه على الرغم من عدم وجود قانون في قوانين تشين أو هان يذكر المهن الأربع على وجه التحديد، فبعض القوانين تعاملت مع هذه الفئات الاجتماعية المصنفة على نطاق واسع باعتبارها وحدات منفصلة ذات مستويات مختلفة من الامتياز القانوني.
فُرز التصنيف وفقًا لمبدأ المنفعة الاقتصادية للدولة والمجتمع، حيث وِضع أولئك الذين استخدموا العقل بدلًا من العضلات (العلماء) في المرتبة الأولى، مع المزارعين، الذين يُنظر إليهم على أنهم المبدعون الأساسيون للثروة، يليهم الحرفيون، وأخيرًا التجار الذين نُظر إليهم على أنهم اضطراب اجتماعي بسبب التراكم المفرط للثروة أو التقلبات غير المنتظمة في الأسعار. تحت هذه المهن الأربعة كان يوجد «الناس اللئام»، المنبوذون من المهن «المهينة» مثل الهزليين والعاهرات.
لم تكن المهن الأربعة نظامًا وراثيًا. اختلف نظام المهن الأربعة عن تلك الخاصة بالإقطاع الأوروبي في أن الناس لم يولدوا في طبقات معينة، فالابن المولود من حرفي نو قادر على أن يصبح جزءًا من طبقة تجار شو، وما إلى ذلك. من الناحية النظرية، يمكن لأي رجل أن يصبح مسؤولًا من خلال الامتحانات الإمبراطورية.
منذ القرن الرابع قبل الميلاد، ارتدى الشي وبعض التجار الأثرياء أردية حريرية طويلة، بينما الطبقة العاملة ارتدت السراويل.

## شي

### فئة المحاربين القدامى
خلال عهد شانغ القديم (1600-1046 قبل الميلاد) وسلالات زو المبكرة (1046-771 قبل الميلاد)، نُظر إلى شي على أنه نظام اجتماعي للفرسان من النسب الأرستقراطي منخفض المستوى مقارنة بالدوقات والماركيزات. تميزت هذه الطبقة الاجتماعية بحقهم في ركوب العربات وقيادة المركبات الحربية من المركبات المتحركة، بينما خدموا أيضًا في الوظائف المدنية. في البداية ارتقوا إلى السلطة من خلال التحكم في التقنية الجديدة للعمل البرونزي، منذ 1300 قبل الميلاد، انتقل الشي من فرسان مشاة إلى كونهم في المقام الأول رماة العربات، والقتال بقوس منحنٍ مركب، والسيف ذو الحدين المعروف باسم جيين، والدروع.
كان لدى الشي قانون صارم للمروءة. في معركة تشيتشو، 420 قبل الميلاد، أطلق الشي هوا باو النار على شي آخر غونغزي تشينغ وأخطأ الهدف، وكان على وشك إطلاق النار مرة أخرى، قال غونغزي تشينغ إنه من غير المعقول أن يطلق عليه النار مرتين دون السماح له بتوجيه طلقة. أنزل هوا باو قوسه وقتل بعد ذلك بالرصاص. في عام 624 قبل الميلاد، قاد شي موصوم من ولاية جين مهمة انتحارية من المركبات لاسترداد سمعته، مما أدى إلى قلب مجرى المعركة. في معركة بي، 597 قبل الميلاد، علقت قوات عربات التوجيه التابعة لجين في الوحل، لكن قوات العدو توقفت عن ملاحقهم، وساعدت في إخراجهم، وسمحت لهم بالفرار.
عندما طغى على حروب العربات الحربية وحدات سلاح الفرسان والمشاة ذات الأقواس القوية في حقبة الممالك المتحاربة (403-221 قبل الميلاد)، تضاءلت مشاركة الشي في المعركة حيث سعى الحكام إلى رجال لديهم تدريب عسكري فعلي، وليس فقط خلفية أرستقراطية. كانت هذه أيضًا فترة ازدهرت فيها المدارس الفلسفية في الصين، بينما أصبحت المساعي الفكرية ذات قيمة عالية بين رجال الدولة. وهكذا، اشتهر الشي في النهاية ليس بمهارات محاربيهم، ولكن بمنحهم الدراسية وقدراتهم في الإدارة، والآداب السليمة، والأخلاق المدعومة من المدارس الفلسفية المتنافسة.

### العلماء المسؤولون
تحت حكم دوق شياو ملك تشين ورئيس الوزراء والمصلح شانغ يانغ (المتوفى 338 قبل الميلاد)، تحولت دولة تشين القديمة من خلال فلسفة الجدارة الجديدة والقاسية للشرعية. شددت هذه الفلسفة على العقوبات الصارمة لمن خالف القوانين المعلنة بينما كافأت أولئك الذين جاهدوا من أجل الدولة وسعوا بجد لطاعة القوانين. لقد كانت وسيلة لتقليل سلطة النبلاء، وكانت قوة أخرى وراء تحول الطبقة الشي من الأرستقراطيين المحاربين إلى مسؤولين بالجدارة. عندما وحدت سلالة تشين (221-206 قبل الميلاد) الصين في ظل النظام القانوني، كلف الإمبراطور مسؤولين متفانين بدلًا من النبلاء للإدارة، وأنهى الإقطاع في الصين، واستبداله حكومة مركزية بيروقراطية. استخدمت الحكومات اللاحقة شكل الحكومة الذي أنشأه الإمبراطور الأول ومستشاروه لهيكلة حكومتهم. في ظل هذا النظام، ازدهرت الحكومة، ففي المجتمع المتغير يمكن تحديد الأفراد الموهوبين بسهولة أكبر. لكن مملكة تشين أصبحت سيئة السمعة لإجراءاتها القمعية، وانهارت إلى حالة من الحرب الأهلية بعد وفاة الإمبراطور. 